# 2019 en Égypte
Chronologie de l'Égypte
- 2015
- 2016
- 2017
- 2018
- 2019
- 2020
- 2021
- 2022
- 2023

Cet article présente les faits marquants de l'année 2019 en Égypte.

## Évènements
- 20 au 22 avril : référendum constitutionnel. La population est amenée à se prononcer sur une révision de la constitution portant notamment sur l'allongement du mandat présidentiel de quatre à six ans (ainsi que de la prolongation rétroactive du mandat en cours de deux ans), la modification de la limite de mandats qui devient seulement consécutive, sur le rétablissement du poste de vice-président et sur celui d'un Sénat.
- 19 mai : Attentat du 19 mai 2019 à Gizeh. C'est un attentat terroriste islamiste, à Gizeh, près du Caire en Égypte. Dix-sept personnes, originaires d'Égypte et d’Afrique du Sud, ont été blessées dans une explosion visant un bus de touristes, selon plusieurs sources sécuritaire et médicale[1].
- 4 août : une voiture percute trois autres voitures devant l'Institut national du cancer égyptien, dans le centre du Caire, en Égypte. Les collisions ont provoqué une explosion, tuant au moins 20 personnes et en blessant au moins 47 autres. Le lendemain, Mahmoud Tawfik, le ministre égyptien de l'Intérieur, a déclaré que la voiture contenait des explosifs et devait être utilisée dans une opération terroriste[2]. La voiture remplie d'explosifs était en route pour commettre une attaque dans une autre partie de la capitale. Tawfik a accusé le mouvement Hasm d'avoir perpétré l'attentat, mais le groupe a nié ces allégations[3] .

## Culture

### Cinéma
- Le Chevalier et la Princesse.
- Tu mourras à 20 ans.

## Sport

### Altérophilie
- Championnats d'Afrique d'haltérophilie 2019.

### Athlétisme
- Championnats panarabes d'athlétisme 2019

### Football
- Championnat d'Égypte de football 2018-2019
- Coupe d'Afrique des nations de football 2019.
- Coupe d'Afrique des nations de football des moins de 23 ans 2019

### Pentathlon moderne
- Championnats d'Afrique de pentathlon moderne 2019.

### Squash
- Championnat du monde féminin de squash 2019-2020.
- Black Ball Squash Open 2019 .
- El Gouna International féminin 2019
- El Gouna International masculin 2019
- Open d'Égypte de squash 2019

### Volley-ball
- Championnat d'Afrique féminin de volley-ball 2019.